# Miss Universo Zimbabue
Miss Universo Zimbabue es un concurso de belleza nacional en Zimbabue. Se encarga de seleccionar a la representante del país para el concurso Miss Universo.

## Historia
El 4 de abril de 2023, Tendai Hunda recibió la licencia para llevar a cabo el concurso nacional y regresar a Miss Universo después de una pausa de 22 años. Hunda fue segunda finalista en el Miss Zimbabue 2014 pero compitió en Miss Mundo 2014 después de que la ganadora original haya renunciado. Posteriormente, compitió en el Miss Intercontinental 2015 donde se ubicó como quinta finalista y ganó el premio de Miss Intercontinental África.

## Ganadoras
: Declarada como ganadora
     : Terminó como finalista
     : Terminó como una de las semifinalistas o cuartofinalistas
     : Terminó como ganadora de premios especiales
| Año | Provincia                                                                          | Miss Universo Zimbabue                                                             | Posición en Miss Universo                                                          | Premios especiales                                                                 | Notas |             |
| Dirección de Tendai Hunda: titular de franquicia de Miss Universo a partir de 2023 | Dirección de Tendai Hunda: titular de franquicia de Miss Universo a partir de 2023 | Dirección de Tendai Hunda: titular de franquicia de Miss Universo a partir de 2023 | Dirección de Tendai Hunda: titular de franquicia de Miss Universo a partir de 2023 | Dirección de Tendai Hunda: titular de franquicia de Miss Universo a partir de 2023 | Dirección de Tendai Hunda: titular de franquicia de Miss Universo a partir de 2023 |             |
| --- | ---------------------------------------------------------------------------------- | ---------------------------------------------------------------------------------- | ---------------------------------------------------------------------------------- | ---------------------------------------------------------------------------------- | --- | ----------- |
| 2025 | Midlands                                                                           | Lyshanda Moyas                                                                     | Por competir                                                                       | Por competir                                                                       | |             |
| 2024 | Bulawayo                                                                           | Sakhile Dube                                                                       | Top 30                                                                             |                                                                                    | |             |
| 2023 | Harare                                                                             | Brooke Bruk-Jackson                                                                | No clasificó                                                                       | - Voice For Change (Top 10)                                                        | |             |
| No compitió entre 2012 y 2022 |                                                                                    |                                                                                    |                                                                                    |                                                                                    | |             |
| 2011 | Harare                                                                             | Lisa Morgan                                                                        | No compitió                                                                        | No compitió                                                                        | Lisa fue coronada Miss Universo Zimbabue pero no llegó a Miss Universo. Como la organización no contaba con licencia de Miss Universo, finalmente fue enviada al Miss Internacional 2011 en China. |             |
| Dirección de Yvette D'Almeida Chakras: titular de franquicia de Miss Universo en 2001 |                                                                                    |                                                                                    |                                                                                    |                                                                                    | |             |
| No compitió entre 2002 y 2010 |                                                                                    |                                                                                    |                                                                                    |                                                                                    | |             |
| 2001 | Harare                                                                             | Tsungai Muswerakuenda                                                              | No clasificó                                                                       |                                                                                    | |             |
| Dirección de Miss Paradise Competition - Modusa Promotion de Angeline Chinyoka (la agencia presenta el concurso de modelos 'Beauty And Brains'): titular de franquicia de Miss Universo entre 1998 y 2000 |                                                                                    |                                                                                    |                                                                                    |                                                                                    | |             |
| 2000 | Harare                                                                             | Corrinne Crewe                                                                     | Top 10                                                                             | - Mejor Traje Nacional (Top 3)                                                     | |             |
| 1999 | No compitió                                                                        | No compitió                                                                        | No compitió                                                                        | No compitió                                                                        | No compitió | No compitió |
| 1998 | Harare                                                                             | Rachel Stuart                                                                      | No clasificó                                                                       |                                                                                    | |             |
| Dirección de Miss Zimbabue Universo: titular de franquicia de Miss Universo entre 1994 y 1997 |                                                                                    |                                                                                    |                                                                                    |                                                                                    | |             |
| 1997 | Harare                                                                             | Lorraine Magwenzi                                                                  | No clasificó                                                                       |                                                                                    | |             |
| 1996 | Harare                                                                             | Langa Sibanda-lloyd                                                                | No clasificó                                                                       |                                                                                    | |             |
| 1995 | No compitió                                                                        | No compitió                                                                        | No compitió                                                                        | No compitió                                                                        | No compitió |             |
| 1994 | Harare                                                                             | Yvette D'Almeida-Chakras                                                           | No clasificó                                                                       |                                                                                    | |             |